# Barichneumon derogator
Barichneumon derogator är en stekelart som först beskrevs av Wesmael 1845.  Barichneumon derogator ingår i släktet Barichneumon och familjen brokparasitsteklar. Arten är reproducerande i Sverige. Utöver nominatformen finns också underarten B. d. corsicator.